# Glenea spilota
Glenea spilota é uma espécie de escaravelho da família Cerambycidae. Foi descrita por James Thomson em 1860. É conhecida a sua existência em Myanmar e Índia. Alimenta em Bombax ceiba.